# Beda Weber
Beda Weber  (egentligen Johannes Chrysanth Weber), född 26 oktober 1798 i Lienz, Tyrolen, död 28 februari 1858 i Frankfurt am Main, var en österrikisk-tysk författare. 
Weber blev kyrkoherde i Frankfurt am Main. Han författade bland annat skildringen Das Land Tyrol (tre band, 1838), det historiska arbetet Johanna Maria vom Kreuzeund ihre Zeit (1846; tredje upplagan 1877) och dikterna Lieder aus Tyrol (1842), en kraftfull, nationell poesi. Han var ledamot av Frankfurtparlamentet.